# Humppa
La humppa è una danza folk finlandese, discendente della polka, e suonata con strumenti tipici della tradizione finlandese quali il kantele.
La velocità di questa danza si aggira tra i 220 e i 260 bpm. 
A livello internazionale è diventata famosa anche grazie agli Eläkeläiset ed ai gruppi folk metal (come Finntroll e Korpiklaani), ma anche al successo internazionale del 2006 di Holly Dolly di una versione della tradizionale Ievan polkka, che fanno largo uso di tali sonorità.